# Кіоджівська діоцезія
Кіо́джівська діоце́зія (лат. Dioecesis Clodiensis; італ. Diocesi di Chioggia) — діоцезія римського обряду Католицької церкви в Італії, з центром у місті Кіоджа. Охоплює терени Венето. Входить до складу Венеційської церковної провінції. Суфраганна діоцезія Венеційського патріархату. Заснована 600 року. Голова — єпископ Кіоджівський. Центральний храм — Кіоджівський собор.  Площа — 1,000 км². Населення — 125,000 ос.; з них католики — 124,000 ос. (99.2%). Чинний голова — Адріано Тессаролло, єпископ Кіоджівський.

## Назва
- Кіо́джівська діоце́зія (лат. Dioecesis Clodiensis;  італ. Diocesi di Chioggia)
- Кіо́джівське єпи́скопство — за титулом ієрарха і назвою катедри.

## Історія
У VII столітті була створена Веронська діоцезія.

## Єпископи
- Адріано Тессаролло

## Статистика
Згідно з «Annuario Pontificio» і Catholic-Hierarchy.org:
| Рік  | Населення | Населення | Населення | Священики | Священики | Священики | Священики           | Диякони | Ченці    | Ченці | Парафії |
| Рік  | католики  | загалом   | %         | загалом   | секулярні | ченці     | вірних на священика | Диякони | чоловіки | жінки | Парафії |
| ---- | --------- | --------- | --------- | --------- | --------- | --------- | ------------------- | ------- | -------- | ----- | ------- |
| 1950 | 155.816   | 155.820   | 100,0     | 134       | 111       | 23        | 1.162               |         | 28       | 267   | 47      |
| 1970 | 123.750   | 124.000   | 99,8      | 144       | 111       | 33        | 859                 |         | 42       | 286   | 69      |
| 1980 | 122.380   | 122.520   | 99,9      | 127       | 95        | 32        | 963                 |         | 38       | 321   | 72      |
| 1990 | 123.800   | 124.500   | 99,4      | 135       | 109       | 26        | 917                 | 3       | 33       | 232   | 68      |
| 1999 | 120.600   | 121.000   | 99,7      | 137       | 97        | 40        | 880                 | 4       | 58       | 76    | 68      |
| 2000 | 120.600   | 121.000   | 99,7      | 134       | 94        | 40        | 900                 | 3       | 57       | 76    | 68      |
| 2001 | 120.600   | 121.000   | 99,7      | 125       | 85        | 40        | 964                 | 3       | 43       | 156   | 68      |
| 2002 | 122.700   | 123.000   | 99,8      | 126       | 86        | 40        | 973                 | 3       | 43       | 150   | 68      |
| 2003 | 123.000   | 124.000   | 99,2      | 116       | 82        | 34        | 1.060               | 3       | 37       | 128   | 68      |
| 2004 | 123.000   | 124.000   | 99,2      | 121       | 82        | 39        | 1.016               | 3       | 42       | 168   | 68      |
| 2006 | 124.000   | 125.000   | 99,2      | 116       | 79        | 37        | 1.068               | 3       | 39       | 165   | 68      |
| 2013 | 121.500   | 125.500   | 96,8      | 108       | 66        | 42        | 1.125               | 3       | 46       | 106   | 68      |
| 2016 | 108.000   | 118.000   | 91,5      | 93        | 68        | 25        | 1.161               | 3       | 29       | 101   | 68      |